# アージ (潜水艦)
アージ (HMS Urge, N17) は、イギリス海軍の潜水艦。U級潜水艦第2グループの1隻。
艦名は「強い衝動、切望」を意味する名詞に由来し、イギリス海軍においてこの名を持つ唯一の艦である。

## 概要
「アージ」は1939年9月4日にバロー＝イン＝ファーネスのヴィッカース・アームストロングへ発注され、1939年10月30日起工し、1940年12月12日に就役した。1941年から1942年にかけてマルタを拠点とする第10潜水戦隊に所属して戦歴のほとんどを地中海で過ごし、敵の艦船を撃沈もしくは損傷させ、またSBSとSISによる特殊作戦にも従事した。艦長はエドワード・フィリップ・トムキンソン（Edward Philip Tomkinson, DSO, RN）少佐が指揮した。1942年4月27日、マルタ沖でドイツ軍の機雷により全乗員・便乗者（従軍記者1名を含む）とともに失われ、その最期は長らく不明であった。
「アージ」は1年余りの間に20回の哨戒活動に従事した。1941年12月、トムキンソンは殊功勲章（DSO）と飾板、柏葉敢闘章を受章し、彼の要請に応じてDSOの2個目の飾板に代えて2年間相当の序列を受け取った。1942年、トムキンソンは1941年12月14日のイタリア海軍戦艦「ヴィットリオ・ヴェネト」に対する魚雷攻撃と、1942年4月1日の軽巡洋艦「ジョヴァンニ・デレ・バンデ・ネーレ」撃沈に対して更なる叙勲が予定されていたが、実際に授与される前に「アージ」共々行方不明となった。
アーサー・ヘズレット中将は、2001年の著書「British and Allied Submarine Operations in World War II」の中で、トムキンソンが生きていたら「ほぼ確実に」DSOに3度目の飾板を受章していただろうと述べている。1941年に短期間「アージ」で勤務した経験があるイアン・マクジョー中将は、トムキンソンは「私見では、ヴィクトリア十字章を授与されるべきだった。できれば行方不明になる前に」と書いている。トムキンソン以外の「アージ」乗員についても多くの殊功十字勲章（DSC）や殊勲章（DSM）が授与されている。J・M・S・プール大尉にはDSCと飾板が、またC・J・J・ジャックマン上等兵曹はDSMと飾板が授与されたほか、柏葉敢闘章も3回授与されている。「アージ」が行方不明となった際には、地中海艦隊司令長官アンドルー・カニンガムが海軍本部に対し、「この傑出した潜水艦と艦長を失ったことは非常に遺憾である」と報告した。
「アージ」は1941年の全国的なウォーシップ・ウィーク運動に参加し、ウェールズの街ブリジェンドに割り当てられた。その結果、本艦に対してブリジェンド町民から部分的に献金が行われた。
1948年、ドルフィン海軍基地の建物には第二次世界大戦中に活躍した潜水艦の名が冠され、その中には「HMSアージ」も含まれた。1975年にはゴスポートのドルフィン海軍基地の建物に対し、第二次世界大戦中の主要なイギリス海軍潜水艦艦長にちなんだ名前が付けられ、「アージ」のトムキンソン少佐も命名元に選ばれている。
2019年10月下旬、海洋考古学プロジェクト「Project Spur」がマルタ沖で潜水艦の残骸を発見したことが発表された。このプロジェクトは、マルタ大学考古学・古典学部のティミー・ガンビン教授、トムキンソン少佐の孫であるフランシス・ディッキンソン、カナダの海軍研究者プラトン・アレクシアデスが主導したもので、捜索活動はガンビン率いるチームによって行われた。
2022年、「アージ」戦没者の記念碑が、マルタのセントエルモ砦でマルタ大統領及びマルタ英国高等弁務官臨席の下で除幕された。除幕式は海に花輪を捧げるなど、犠牲者を追悼する多くのイベントの一部として行われ、「アージ」関係者の遺族や友人、イギリス海軍潜水艦関係者らが出席した。

## 戦歴
「アージ」は地中海に配備される前の1941年4月、イギリスからジブラルタルへ向かう途中のビスケー湾で10,750トンのイタリア石油タンカー「フランコ・マルテッリ」を撃沈した。また、「アージ」はイタリアの商船「アクィタニア」に魚雷を発射して損傷を与えたが、「アクィタニア」は甲板を波に洗われながらもかろうじて港に戻った。また、1941年9月24日に航空機が投下した魚雷を受け擱座していたイタリア商船「マリゴラ」にも魚雷を発射した。12月14日、「アージ」は第1次シルテ湾海戦の最中にイタリア戦艦「ヴィットリオ・ヴェネト」を雷撃し、損傷を与えた。戦艦「リットリオ」の方は回避行動を取ることで、「アージ」からの魚雷を辛うじて回避した。当時の「アージ」乗員の中には、後にドイツ海軍戦艦「ティルピッツ」に対するX艇の攻撃（ソース作戦）に参加しヴィクトリア十字章を受章することとなるゴッドフリー・プレイスもいた。1942年4月1日、「アージ」はイタリア海軍軽巡洋艦「ジョヴァンニ・デレ・バンデ・ネーレ」を撃沈した。この攻撃は、5,000ヤード (4,600 m)の距離から行われ、魚雷2本が命中した「ジョヴァンニ・デレ・バンデ・ネーレ」は真っ二つに割れて急速に沈没した。
「アージ」はカヌー（または折り畳み式カヤック）でコマンドスを上陸させた最初のイギリス海軍潜水艦の1隻であり、本艦から上陸したコマンド部隊は多くの襲撃を成功させた（1941年夏、ウィルソン大尉とヒューズ伍長が特殊舟艇部門（Special Boat Section）の初期メンバーだった時を含む）。これらの襲撃は鉄道などの敵のインフラを標的とし、後の特殊舟艇部隊（Special Boat Service, SBS）の活動で使用された先駆的な戦術であった。しかし、このような特殊作戦は危険を伴うものであり、1941年10月、「アージ」の乗員（ブライアン・ロイド大尉）が海岸から連合軍の工作員を救出しようとして敵の砲火で命を落とした。
「アージ」の魚雷は、イタリア商船「カポ・オルソ」、イタリアの石油タンカー「スーペルガ」と「ポザリカ」、ドイツの商船「インゴ」、イタリアの重巡洋艦「ボルツァーノ」、イタリアの兵員輸送船「ヴィクトリア」への攻撃などの多くの場面で発見されて回避されたり、ジャイロの故障に見舞われたり、目標に命中しなかったり、あるいは起爆しなかったりした。1942年春、メッシーナ海峡南部で正体不明の仮装巡洋艦に接近していた時、SBSが仕掛けた爆薬が列車を爆発させ、破壊した。これにより仮装巡洋艦は「アージ」の存在に気づき、トムキンソンは遠距離からの攻撃を余儀なくされた。魚雷は外れたため、「アージ」はその後距離を詰めて浮上砲撃で損傷を与えたが、正確な反撃により攻撃を中断せざるを得なかった。他にも多くの戦果の可能性が不詳のままである。1941年10月、「アージ」がUボートに発射した魚雷の少なくとも1本が故障したため、魚雷は敵に命中せず、それどころか「アージ」の近くで危険な旋回爆発を起こした。これは同じ哨戒における「アージ」による商船に対する別の攻撃でも発生した現象であった。「アージ」に搭載された魚雷の欠陥は、当時の他のイギリス海軍潜水艦にも影響を与え、海軍は潜水艦用魚雷の欠陥に対処するため緊急の行動を余儀なくされた。
マルタ攻囲戦が激化する中で第10潜水戦隊の拠点が爆撃されたため、潜水艦はマルタからエジプトのアレクサンドリアへ撤退するという苦しい判断が下された。1942年4月27日、「アージ」は乗員32名、海軍の便乗者11名、従軍記者1名を乗せてアレクサンドリアに向けてマルタを出航した。しかしその後、1942年5月6日までにアレクサンドリアへ到着せず、同日に期限超過が報告された。それから80年近くが経過した2019年に残骸が発見されるまで、「アージ」の最期は定かではなかった。「アージ」はグランド・ハーバーを出た直後、まだ浮上航行をしていた際に触雷した。爆発は激しく、潜水艦は生存者もなく突然沈没したため、艦首は（おそらく海底への衝突後に）脱落した。「アージ」の犠牲者の中には、海軍軍人以外に非公式に乗艦していた従軍記者バーナード・グレイも含まれていた。

## 残骸の発見
長い間、第10潜水戦隊司令G・W・G・シンプソンの報告を含む公式情報源は、「アージ」の喪失原因はマルタ港外に敷設された機雷によるものであると推定していた。激しい空襲によって、1942年4月末までにマルタのイギリス海軍潜水艦数隻と掃海能力が失われた。潜水艦の作戦行動は、直接の爆撃により、またマルタ周辺に敷設された敵の機雷のため一時的に実行不可能になっており、掃海されなければ潜水艦がマルタに出入りすること自体が非常に危険な状態であった。敵機雷の危険性は、「アージ」が消息を絶ってから間もない1942年5月8日、別のイギリス海軍潜水艦「オリンパス」がマルタを出航しようとした際に触雷沈没し、港内で空襲により破壊され「オリンパス」に便乗していた「パンドーラ」、「P36」、「P39」の乗員を含む多数が犠牲となる惨事となったことからも明らかであった。また、ドイツ軍にもイタリア軍にも、この頃にイギリス海軍潜水艦を破壊したと主張する記録がなかったことも、「アージ」は触雷が原因で失われたのだという見解を補強していた。
戦後もこの見解は優勢ではあったが、確実な物的証拠がなければ機雷が喪失の原因であるとは立証できなかった。1970年代には、敵の駆逐艦に撃沈された可能性があるかどうかが検討されたが、この考えは却下された。2015年4月16日、ベルギーのダイバージャン・ピエール・ミッソンは、リビアのマルサ・エル・ヒラル沖で観測されたソナー記録に基づいて、「アージ」の残骸を発見したと主張した。だが、彼らはこの海域に潜水してはおらず、根拠とされたソナー画像は曖昧なものであり、明確な物的証拠は得られなかった。もし彼らが残骸を特定したのだとすれば（これは疑わしいままである）、「アージ」ではなく1943年2月17日に拿捕された後、コルベット「グロキシニア」によって曳航中にラス・ヒラル沖で沈没したUボート「U-205」の残骸である可能性がある。「U-205」の残骸は、大戦中の1943年2月26日にバートレット中佐率いるイギリス海軍のダイバーが確認している。2003年に行われたラス・ヒラル沖における海底探査は、1943年の文書で報告されたのとほぼ同じ位置で「U-205」の残骸だけを発見した。そこで他の残骸は見つからず、他の重要なデータの多くもラス・ヒラル説に疑問を呈させるものばかりだった。英国国防省もラス・ヒラル沖に「アージ」が沈んでいるという主張を支持しなかった。
2019年10月30日、マルタ沖2海里 (3.7 km)の水深130m地点で「アージ」の残骸を発見したと発表された。この捜索プロジェクトは、マルタ大学のチームによって、大戦中に特に多くの機雷が敷設された海域で行われた。残骸は艦首部が大きな損傷を受けており、ここに触雷したものと推定される。残骸の残りの部分についてはは「素晴らしい状態」であると言われている。残骸は数ヶ月前に発見されてはいたが、国防省が入手可能な証拠を検討し、残骸が実際に行方不明の「アージ」であるという見解を確認するまで発表は行われなかった。
当初、国防省は沈没船が「アージ」であるというプロジェクトチームの見解を確認し、撮影された沈没船の特徴を同時期の文書や記録を照らし合わせた。確認作業自体はほぼ完了していたが、2021年5月、マルタ大学とヘリテージ・マルタのディープダイバーからなる専門家チームが沈没船へ潜水し、司令塔に書かれた「URGE」の文字を確認したことで最終的な確定がなされた（この作業は新型コロナウイルス感染症のパンデミックによって遅れていた）。この潜水調査により、国防省は沈没船が「アージ」であることを決定的に確認することができた。沈没現場は、1942年4月27日に「アージ」と共に命を落とした44名の戦没者墓地として公式に認定されている。
2021年5月の潜水調査は、マルタ大学のティミー・ガンビン教授が率いていた。ティミー・ガンビンは、フランシス・ディッキンソンとプラトン・アレクシアデスと協力して、2019年に「アージ」の残骸を発見した捜索チームを率いていた。また、ガンビンは同じドイツ軍の機雷原で失われた「オリンパス」の残骸も発見していた。これは、マルタの水中歴史をマッピングする彼の研究の一部であった。2021年の潜水調査では、司令塔の左舷側に大文字の艦名表記「URGE」が無傷で残っていることが潜水チームによって確認されている。
「アージ」の喪失から80周年を迎えた2022年4月27日、マルタ大統領（当時）ジョージ・ヴェラとキャサリン・ウォード駐マルタ英国高等弁務官は、セントエルモ砦で「アージ」、艦長トムキンソン少佐、「アージ」乗員、海軍の便乗者、沈没に巻き込まれ犠牲となった従軍記者の記念碑を除幕した。44名の犠牲者に加えて、セントエルモ砦のHMSアージ記念碑には、1941年10月に「アージ」の特殊任務中に戦死したブライアン・ロイド大尉も顕彰されている。追悼式には、「アージ」関係者の遺族や友人、マルタ政府及びイギリス政府の代表、その他高官、マルタ軍、イギリス海軍潜水艦関係者、多くの国内外機関が臨席した。追悼式前の日曜日には、バレッタのセントポール臨時主教座聖堂で「アージ」の戦死者を追悼する礼拝が行われ、聖堂内には彼らを称える真鍮の銘板が設置されている。

## 栄典
「アージ」は生涯で2個の戦闘名誉章(Battle honours)を受章した。
- 「MALTA CONVOYS 1941」
- 「MEDITERRANEAN 1941 - 42」